# Lijst van voetbalinterlands Frankrijk - Oekraïne
Deze lijst van voetbalinterlands is een overzicht van alle officiële voetbalwedstrijden tussen de nationale teams van Frankrijk en Oekraïne. De landen speelden tot op heden twaalf keer tegen elkaar. Het eerste duel, een kwalificatiewedstrijd voor het Europees kampioenschap voetbal 2000, werd gespeeld op 27 maart 1999 in Saint-Denis. De laatste ontmoeting, een kwalificatiewedstrijd voor het Wereldkampioenschap voetbal 2022, vond plaats in Kiev op 4 september 2021.

## Wedstrijden
| №  | Plaats      | Datum            | Competitie           | Wedstrijd            | Uitslag |
| -- | ----------- | ---------------- | -------------------- | -------------------- | ------- |
| 1  | Saint-Denis | 27 maart 1999    | EK 2000 kwalificatie | Frankrijk – Oekraïne | 0 – 0   |
| 2  | Kiev        | 4 september 1999 | EK 2000 kwalificatie | Oekraïne – Frankrijk | 0 – 0   |
| 3  | Saint-Denis | 6 juni 2004      | Vriendschappelijk    | Frankrijk – Oekraïne | 1 – 0   |
| 4  | Saint-Denis | 2 juni 2007      | EK 2008 kwalificatie | Frankrijk – Oekraïne | 2 – 0   |
| 5  | Kiev        | 21 november 2007 | EK 2008 kwalificatie | Oekraïne – Frankrijk | 2 – 2   |
| 6  | Donetsk     | 6 juni 2011      | Vriendschappelijk    | Oekraïne – Frankrijk | 1 – 4   |
| 7  | Donetsk     | 15 juni 2012     | EK 2012              | Oekraïne – Frankrijk | 0 – 2   |
| 8  | Kiev        | 15 november 2013 | WK 2014 kwalificatie | Oekraïne − Frankrijk | 2 − 0   |
| 9  | Saint-Denis | 19 november 2013 | WK 2014 kwalificatie | Frankrijk − Oekraïne | 3 − 0   |
| 10 | Saint-Denis | 7 oktober 2020   | Vriendschappelijk    | Frankrijk − Oekraïne | 7 − 1   |
| 11 | Saint-Denis | 24 maart 2021    | WK 2022 kwalificatie | Frankrijk – Oekraïne | 1 − 1   |
| 12 | Kiev        | 4 september 2021 | WK 2022 kwalificatie | Oekraïne − Frankrijk | 1 − 1   |
| 13 | Wrocław     | 5 september 2025 | WK 2026 kwalificatie | Oekraïne − Frankrijk |         |
| 14 | Saint-Denis | 13 november 2025 | WK 2026 kwalificatie | Frankrijk − Oekraïne |         |

## Samenvatting
| Competitie        | Totaal gespeeld | Winst Frankrijk | Gelijk | Winst Oekraïne | Doelsaldo Frankrijk – Oekraïne |
| ----------------- | --------------- | --------------- | ------ | -------------- | ------------------------------ |
| WK-kwalificatie   | 4               | 1               | 2      | 1              | 5 − 4                          |
| EK-eindronde      | 1               | 1               | 0      | 0              | 2 − 0                          |
| EK-kwalificatie   | 4               | 1               | 3      | 0              | 4 − 2                          |
| Vriendschappelijk | 3               | 3               | 0      | 0              | 12 − 2                         |
| Totaal            | 12              | 6               | 5      | 1              | 23 − 8                         |

## Details

### Eerste ontmoeting
| EK 2000 kwalificatie (Saint-Denis, Frankrijk, 27 maart 1999):     |       |          |
| Frankrijk                                                         | 0 – 0 | Oekraïne |
|                                                                   | goals |          |
| - Debuut van Vikash Dhorasoo (Olympique Lyonnais) voor Frankrijk. |       |          |

### Tweede ontmoeting
| EK 2000 kwalificatie (Kiev, Oekraïne, 4 september 1999): |       |           |
| Oekraïne                                                 | 0 – 0 | Frankrijk |
|                                                          | goals |           |

### Zevende ontmoeting
| EK 2012 (Donetsk, Oekraïne, 15 juni 2012): |                 | |
| Oekraïne | 0 – 2           | Frankrijk |
| | goals (assists) | 53' Jérémy Ménez (Karim Benzema) 56' Yohan Cabaye (Karim Benzema)                                                                                          |
| Oleh Blochin | bondscoach      | Laurent Blanc |
| Andrij Pjatov Yevhen Selin Jevhen Chatsjeridi Taras Michalik Oleg Goesjev Jevhen Konopljanka Serhij Nazarenko 60' Anatoli Tymosjtsjoek Andriy Yarmolenko 68' Andrij Sjevtsjenko Andrij Voronin 46' | opstellingen    | Hugo Lloris Mathieu Debuchy Adil Rami Philippe Mexès 68' Yohan Cabaye Franck Ribéry 76' Karim Benzema Samir Nasri 73' Jérémy Ménez Alou Diarra Gaël Clichy |
| Marko Dević 46' Artem Milevsky 60' Oleksandr Aliejev 68' | wissels         | 68' Yann M'Vila 73' Marvin Martin 76' Olivier Giroud |
| Yevhen Selin 55' Anatoli Tymosjtsjoek 87' | gele kaarten    | 40' Jérémy Ménez 79' Mathieu Debuchy 81' Philippe Mexès |

### Achtste ontmoeting
| WK 2014 kwalificatie (Kiev, Oekraïne, 15 november 2013): |       |           |
| Oekraïne                                                 | 2 – 0 | Frankrijk |
| Roman Zozoelja 61' Andriy Yarmolenko 83' (pen.)          | goals |           |

### Negende ontmoeting
| WK 2014 kwalificatie (Saint-Denis, Frankrijk, 19 november 2013): |       |          |
| Frankrijk                                                        | 3 – 0 | Oekraïne |
| Mamadou Sakho 22' Karim Benzema 34' Mamadou Sakho 72'            | goals |          |

FFF · A-internationals · Selecties · Bondscoaches · Frans vrouwenelftal · Olympisch elftal · Frankrijk U21 · Frankrijk U20 · Frankrijk U19 · Frankrijk U18 · Frankrijk U17 · Frankrijk U16 · Vrouwen U17
1904 – 1919 ·
1920 – 1929 ·
1930 – 1939 ·
1940 – 1949 ·
1950 – 1959 ·
1960 – 1969 ·
1970 – 1979 ·
1980 – 1989 ·
1990 – 1999 ·
2000 – 2009 ·
2010 – 2019 ·
2020 – 2029
EK's: 1984 · 
1992 · 
1996 · 
2000 · 
2004 · 
2008 · 
2012 · 
2016 · 
2020 · 
2024
WK's: 1930 · 
1934 · 
1938 · 
1954 · 
1958 · 
1966 · 
1978 · 
1982 · 
1986 · 
1998 · 
2002 · 
2006 · 
2010 · 
2014 · 
2018 · 
2022
OS: 1900 · 
1908 · 
1920 · 
1924 · 
1948 · 
1952 · 
1960 · 
1968 · 
1976 · 
1984 · 
1996 · 
2020
1904 · 
1905 · 
1906 · 
1907 · 
1908 · 
1909 · 
1910 · 
1911 · 
1912 · 
1913 · 
1914 · 
1915 · 1916 · 1917 · 1918 · 
1919 · 
1920 · 
1921 · 
1922 · 
1923 · 
1924 · 
1925 · 
1926 · 
1927 · 
1928 · 
1929 · 
1930 · 
1931 · 
1932 · 
1933 · 
1934 · 
1935 · 
1936 · 
1937 · 
1938 · 
1939 · 
1940 · 1941  · 
1942 · 
1943 · 1944  · 
1945 · 
1946 · 
1947 · 
1948 · 
1949 · 
1950 · 
1951 · 
1952 · 
1953 · 
1954 · 
1955 · 
1956 · 
1957 · 
1958 · 
1959 ·
1960 · 
1961 · 
1962 · 
1963 · 
1964 · 
1965 · 
1966 · 
1967 · 
1968 · 
1969 ·
1970 · 
1971 · 
1972 · 
1973 · 
1974 · 
1975 · 
1976 · 
1977 · 
1978 · 
1979 ·
1980 · 
1981 · 
1982 · 
1983 · 
1984 · 
1985 · 
1986 · 
1987 · 
1988 · 
1989 · 
1990 · 
1991 · 
1992 · 
1993 · 
1994 · 
1995 · 
1996 · 
1997 · 
1998 · 
1999 · 
2000 · 
2001 · 
2002 · 
2003 · 
2004 · 
2005 · 
2006 · 
2007 · 
2008 · 
2009 · 
2010 · 
2011 · 
2012 · 
2013 · 
2014 · 
2015 · 
2016 · 
2017 · 
2018 ·
2019 ·
2020 ·
2021 ·
2022 ·
2023
Albanië ·
Algerije ·
Andorra ·
Argentinië ·
Armenië ·
Australië ·
Azerbeidzjan ·
België ·
Bolivia ·
Bosnië en Herzegovina ·
Brazilië ·
Bulgarije ·
Canada ·
Chili ·
China ·
Colombia ·
Costa Rica ·
Cyprus ·
Denemarken ·
Duitse Democratische Republiek ·
Duitsland ·
Ecuador ·
Egypte ·
Engeland ·
Estland ·
Faeröer ·
Finland ·
Georgië ·
Gibraltar ·
Griekenland ·
Honduras ·
Hongarije ·
Ierland ·
IJsland ·
Iran ·
Israël ·
Italië ·
Ivoorkust ·
Jamaica ·
Japan ·
Joegoslavië ·
Kameroen ·
Kazachstan ·
Koeweit ·
Kroatië ·
Letland ·
Litouwen ·
Luxemburg ·
Malta ·
Marokko ·
Mexico ·
Moldavië ·
Nederland ·
Nieuw-Zeeland ·
Nigeria ·
Noord-Ierland ·
Noorwegen ·
Oekraïne ·
Oostenrijk ·
Paraguay ·
Peru · 
Polen ·
Portugal ·
Roemenië ·
Rusland ·
Saoedi-Arabië ·
Schotland ·
Senegal ·
Servië ·
Slovenië ·
Slowakije ·
Sovjet-Unie ·
Spanje ·
Togo ·
Tsjechië ·
Tsjecho-Slowakije ·
Tunesië ·
Turkije ·
Uruguay ·
Verenigde Staten ·
Wales ·
Wit-Rusland ·
Zuid-Afrika ·
Zuid-Korea ·
Zweden ·
Zwitserland
Albanië (2016) ·
Argentinië (2018) ·
Argentinië (2022) ·
Australië (2018) · 
België (1904) · 
België (2018) · 
Brazilië (1998) · 
Brazilië (2006) · 
Denemarken (2002) · 
Denemarken (2018) ·
Duitsland (2014) · 
Duitsland (2021) · 
Ecuador (2014) · 
Engeland (1982) · 
Engeland (2012) · 
Engeland (2022) ·
Honduras (2014) · 
Hongarije (2021) · 
Italië (2000) · 
Italië (2006) · 
Italië (2008) · 
Japan (2001) · 
Kameroen (2003) · 
Koeweit (1982) · 
Kroatië (2018) · 
Marokko (2022) ·
Mexico (2010) · 
Nederland (2008) · 
Nigeria (2014) ·
Noord-Ierland (1982) · 
Oekraïne (2012) · 
Oostenrijk (1982) · 
Peru (2018) · 
Polen (1982) · 
Polen (2022) ·
Portugal (2006) · 
Portugal (2016) ·
Portugal (2021) ·
Roemenië (2008) ·
Roemenië (2016) ·
Senegal (2002) · 
Spanje (1984) ·
Spanje (2006) ·
Spanje (2012) ·
Spanje (2021) ·
Togo (2006) ·
Tsjecho-Slowakije (1982) ·
Uruguay (2002) ·
Uruguay (2010) ·
Uruguay (2018) ·
Zuid-Afrika (2010) ·
Zuid-Korea (2006) ·
Zweden (2012) ·
Zwitserland (2006) ·
Zwitserland (2014) ·
Zwitserland (2016) ·
Zwitserland (2021)
FFOe · A-internationals · Bondscoaches · Statistieken · Oekraïens vrouwenelftal · Olympisch elftal · Oekraïne U21 · Oekraïne U20 · Oekraïne U19 · Oekraïne U18 · Oekraïne U17 · Oekraïne U16
1992 – 1999 · 
2000 – 2009 · 
2010 – 2019 · 
2020 – 2029
EK's: 1992** · 
1996 · 
2000 · 
2004 · 
2008 · 
2012 · 
2016 · 
2020 · 
2024
WK's: 1994 · 
1998 · 
2002 · 
2006 · 
2010 · 
2014 · 
2018 ·
2022
1992 · 
1993 · 
1994 · 
1995 · 
1996 · 
1997 · 
1998 · 
1999 · 
2000 · 
2001 · 
2002 · 
2003 · 
2004 · 
2005 · 
2006 · 
2007 · 
2008 · 
2009 · 
2010 · 
2011 · 
2012 · 
2013 · 
2014 · 
2015 ·
2016 ·
2017 ·
2018 ·
2019 ·
2020 ·
2021
Albanië ·
Andorra ·
Armenië ·
Azerbeidzjan ·
Bahrein ·
België ·
Bosnië en Herzegovina ·
Brazilië ·
Bulgarije ·
Canada ·
Chili ·
Costa Rica ·
Cyprus ·
Denemarken ·
Duitsland ·
Engeland ·
Estland ·
Faeröer ·
Finland · 
Frankrijk ·
Georgië ·
Griekenland ·
Hongarije ·
Ierland ·
IJsland ·
Iran ·
Israël ·
Italië ·
Japan ·
Joegoslavië ·
Kameroen · 
Kazachstan ·
Kosovo ·
Kroatië ·
Letland ·
Libië ·
Litouwen ·
Luxemburg ·
Malta ·
Marokko ·
Mexico ·
Moldavië ·
Montenegro ·
Nederland ·
Nieuw-Zeeland ·
Niger ·
Nigeria ·
Noord-Ierland ·
Noord-Macedonië ·
Noorwegen ·
Oezbekistan ·
Oostenrijk ·
Polen ·
Portugal ·
Roemenië ·
Rusland ·
San Marino ·
Saoedi-Arabië ·
Schotland ·
Servië ·
Servië en Montenegro ·
Slovenië ·
Slowakije ·
Spanje ·
Tsjechië ·
Tunesië ·
Turkije ·
Uruguay ·
Verenigde Arabische Emiraten ·
Verenigde Staten ·
Wales ·
Wit-Rusland ·
Zuid-Korea ·
Zweden ·
Zwitserland
Duitsland (2016) ·
Engeland (2012) · 
Engeland (2021) ·
Frankrijk (2012) · 
Italië (2006) · 
Nederland (2021) · 
Noord-Ierland (2016) · 
Noord-Macedonië (2021) · 
Oostenrijk (2021) · 
Saoedi-Arabië (2006) ·
Spanje (2006) ·
Tunesië (2006) ·
Zweden (2012) · 
Zweden (2021) · 
Zwitserland (2006)
** = Onder de naam Gemenebest van Onafhankelijke Staten